# Aksi (wyspa)

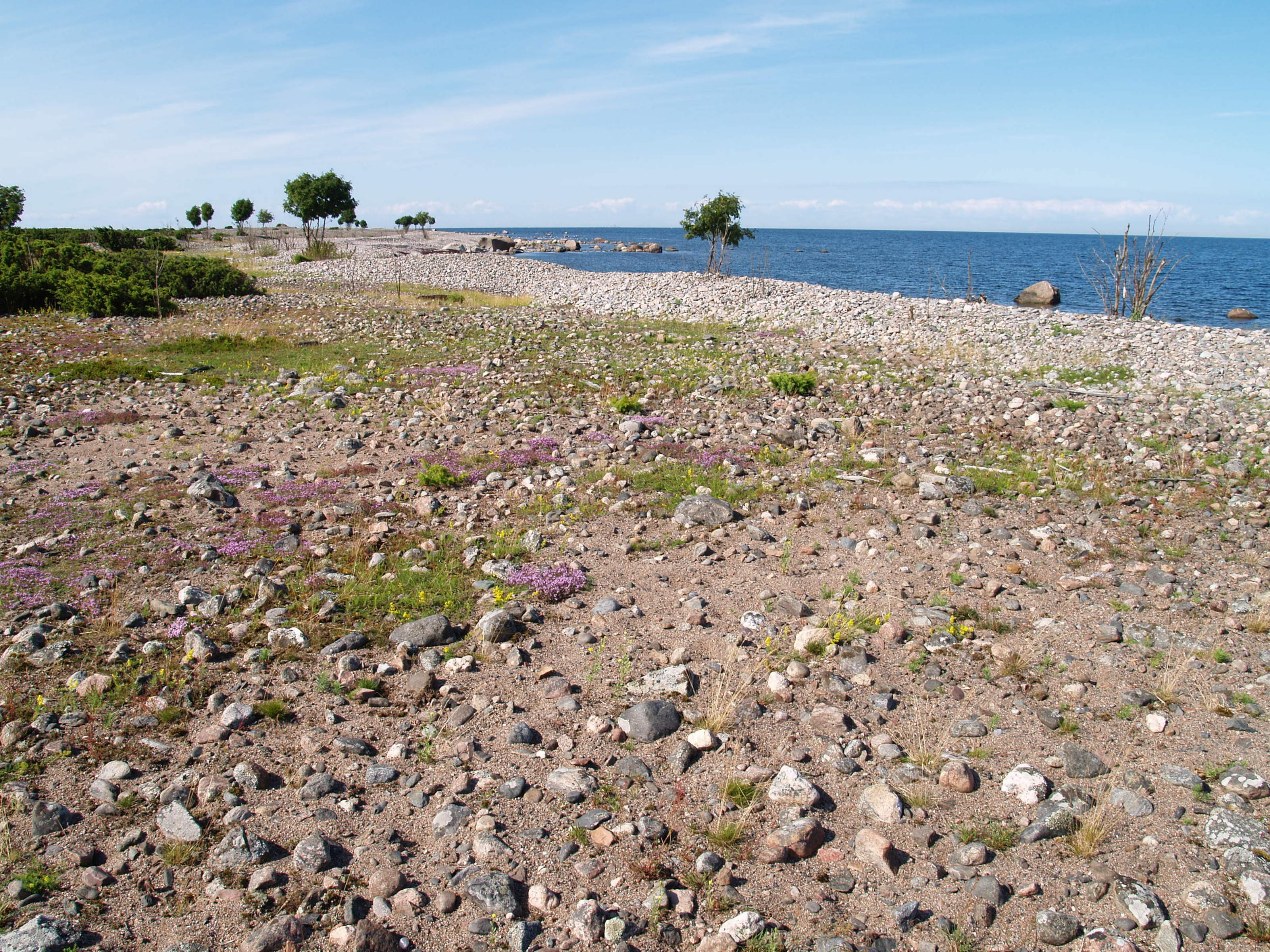
Aksi

Aksi (zwana również Äksi lub Väike-Prangli - Mała Prangli) - mała, niezamieszkana wyspa w Zatoce Fińskiej należąca do Estonii. Razem z pobliskimi wyspami Prangli, Keri i trochę dalszą Naissaar należy do gminy Viimsi w prowincji Harjumaa. Powierzchnia wyspy wynosi 60 ha. Powierzchnia wyspy jest piaszczysta, z roślin występują jałowiec i brzoza.
Wyspa była zasiedlona od końca XVIII wieku głównie przez Szwedów. Ludność zajmowała się głównie rybołówstwem. Po II wojnie światowej Armia Czerwona zmusiła mieszkańców Aksi do opuszczenia wyspy. Ostatnia rodzina wyjechała w 1953 roku.

## Latarnia morska Aksi

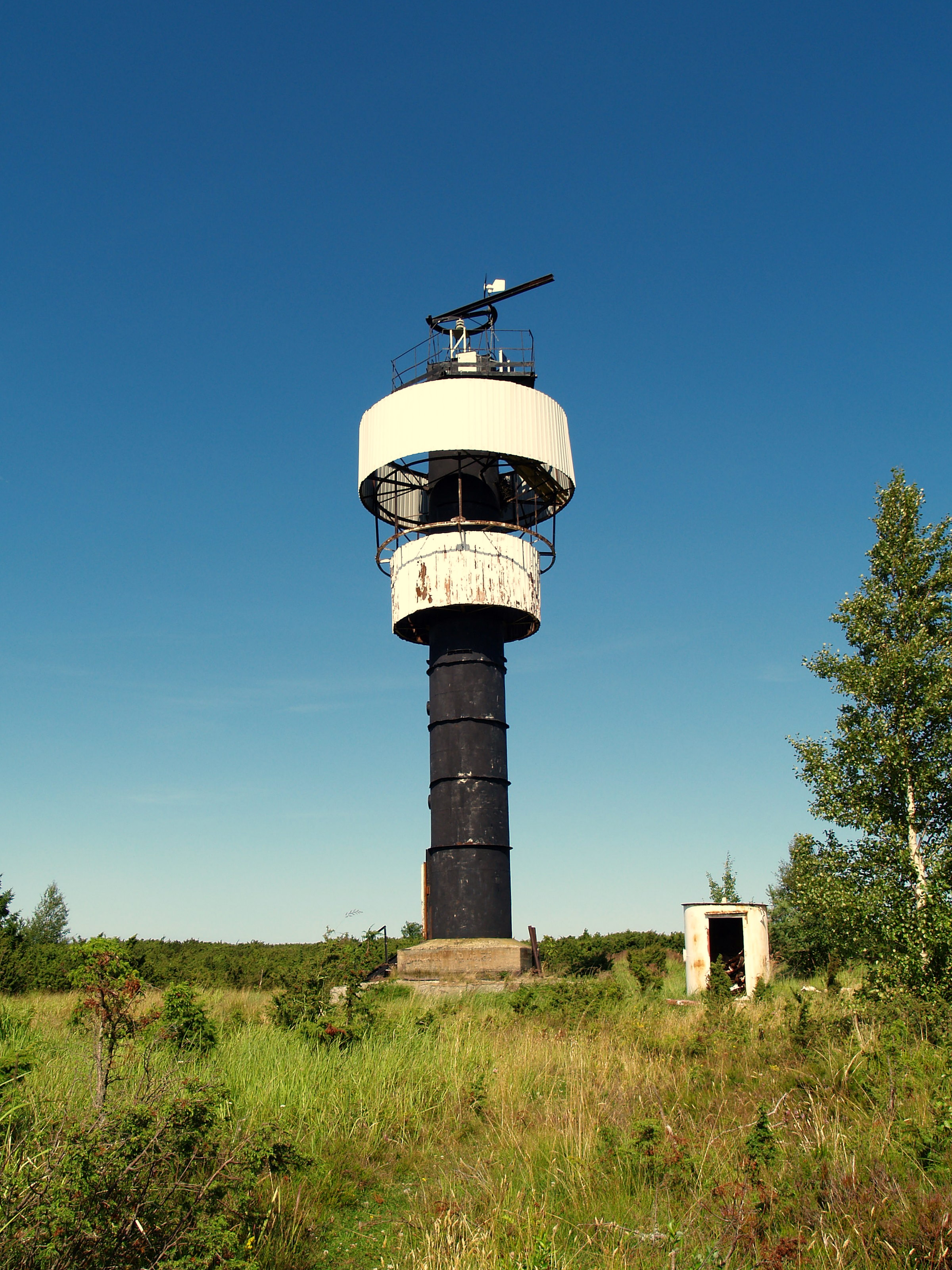
Latarnia morska Aksi

Wybudowana w 1986 roku. Wieża cylindryczna, koloru czarna, u góry trzy białe pierścienie.
- Położenie: 59°35.735' N 25°05.897' E
- Wysokość wieży: 15 m
- Wysokość światła: 21.5 m n.p.m.
- Zasięg światła: 6 Mm, 0° - 360°
- Kolor światła: zielone
- Charakterystyka światła: 
  - Blask: 1 s
  - Przerwa: 2 s
  - Okres: 3 s